# Dmitri Alexejewitsch Jerochin
Dmitri Alexejewitsch Jerochin (russisch Дмитрий Алексеевич Ерохин; * 26. Februar 1983 in Wolgograd, Russische SFSR, Sowjetunion) ist ein russischer Handballspieler.
Der 2,06 Meter große und 98 Kilogramm schwere linke Rückraumspieler stand bis 2011 bei GK Kaustik Wolgograd unter Vertrag. Mit diesem Verein spielte er in den Spielzeiten 2000/01, 2004/05, 2008/09 und 2009/10 im Europapokal der Pokalsieger, 2007/08 im EHF-Pokal und 2005/06 im EHF Challenge Cup. 2011 wechselte er zu Medwedi Tschechow.
Dmitri Jerochin stand im Aufgebot der russischen Nationalmannschaft für die Handball-Europameisterschaften 2010 und 2012.